# Norwegia w Konkursie Piosenki Eurowizji
Norwegia uczestniczy w Konkursie Piosenki Eurowizji od 1960. Konkursem w kraju zajmuje się nadawca publiczny NRK. Reprezentantem Norwegii w konkursie zostaje zwycięzca krajowego festiwalu Melodi Grand Prix.
Norweska telewizja zbojkotowała konkurs w 1970, nie zgadzając się z ówczesną strukturą głosowania i nierozstrzygniętym remisem z konkursu w 1969. Z powodu słabego wyniku osiągniętego podczas konkursu w 2001 stacja nie mogła wystawić reprezentanta na konkurs w 2002.
Norwegia wygrała konkurs trzykrotnie: w 1985 (Bobbysocks z utworem „La det swinge”), 1995 (Secret Garden z „Nocturne”) i 2009 (Alexander Rybak z „Fairytale”), przy czym Rybak ustanowił trzy rekordy w historii konkursu: uzyskał wówczas rekordową liczbę punktów (387 pkt), uzyskał największą przewagę między zwycięzcą a zdobywcą drugiego miejsca (169 pkt) i zdobył wówczas rekordową liczbę najwyższych not 12 pkt (16).

## Uczestnictwo
Norwegia uczestniczy w Konkursie Piosenki Eurowizji od 1960. Poniższa tabela uwzględnia nazwiska wszystkich norweskich reprezentantów, tytuły konkursowych piosenek oraz wyniki w poszczególnych latach.
| Rok  | Artysta                                     | Piosenka                      | Finał              | Finał              | Półfinał                    | Półfinał                    |
| Rok  | Artysta                                     | Piosenka                      | Miejsce            | Punkty             | Miejsce                     | Punkty                      |
| ---- | ------------------------------------------- | ----------------------------- | ------------------ | ------------------ | --------------------------- | --------------------------- |
| 1960 | Nora Brockstedt                             | „Voi voi”                     | 4                  | 11                 | Brak rundy półfinałowej     | Brak rundy półfinałowej     |
| 1961 | Nora Brockstedt                             | „Sommer i palma”              | 7                  | 10                 | Brak rundy półfinałowej     | Brak rundy półfinałowej     |
| 1962 | Inger Jacobsen                              | „Kom sol, kom regn”           | 10                 | 2                  | Brak rundy półfinałowej     | Brak rundy półfinałowej     |
| 1963 | Anita Thallaug                              | „Solvherv”                    | 13                 | 0                  | Brak rundy półfinałowej     | Brak rundy półfinałowej     |
| 1964 | Arne Bendiksen                              | „Spiral”                      | 8                  | 6                  | Brak rundy półfinałowej     | Brak rundy półfinałowej     |
| 1965 | Kirsti Sparboe                              | „Karusell”                    | 13                 | 1                  | Brak rundy półfinałowej     | Brak rundy półfinałowej     |
| 1966 | Åse Kleveland                               | „Intet er nytt under solen”   | 3                  | 15                 | Brak rundy półfinałowej     | Brak rundy półfinałowej     |
| 1967 | Kirsti Sparboe                              | „Dukkemann”                   | 14                 | 2                  | Brak rundy półfinałowej     | Brak rundy półfinałowej     |
| 1968 | Odd Børre                                   | „Stress”                      | 13                 | 2                  | Brak rundy półfinałowej     | Brak rundy półfinałowej     |
| 1969 | Kirsti Sparboe                              | „Så glad jeg skal bli”        | 16                 | 1                  | Brak rundy półfinałowej     | Brak rundy półfinałowej     |
| 1970 | Brak reprezentanta                          | Brak reprezentanta            | Brak reprezentanta | Brak reprezentanta | Brak rundy półfinałowej     | Brak rundy półfinałowej     |
| 1971 | Hanne Krogh                                 | „Lykken er”                   | 17                 | 65                 | Brak rundy półfinałowej     | Brak rundy półfinałowej     |
| 1972 | Grethe Kausland i Benny Borg                | „Småting”                     | 14                 | 73                 | Brak rundy półfinałowej     | Brak rundy półfinałowej     |
| 1973 | Bendik Singers                              | „It’s Just a Game”            | 7                  | 89                 | Brak rundy półfinałowej     | Brak rundy półfinałowej     |
| 1974 | Anne Karine Strøm                           | „The First Day of Love”       | 14                 | 3                  | Brak rundy półfinałowej     | Brak rundy półfinałowej     |
| 1975 | Ellen Nikolaysen                            | „Touch My Life”               | 18                 | 11                 | Brak rundy półfinałowej     | Brak rundy półfinałowej     |
| 1976 | Anne Karine Strøm                           | „Mata Hari”                   | 18                 | 7                  | Brak rundy półfinałowej     | Brak rundy półfinałowej     |
| 1977 | Anita Skorgan                               | „Casanova”                    | 14                 | 18                 | Brak rundy półfinałowej     | Brak rundy półfinałowej     |
| 1978 | Jahn Teigen                                 | „Mil etter mil”               | 20                 | 0                  | Brak rundy półfinałowej     | Brak rundy półfinałowej     |
| 1979 | Anita Skorgan                               | „Oliver”                      | 11                 | 57                 | Brak rundy półfinałowej     | Brak rundy półfinałowej     |
| 1980 | Sverre Kjelsberg i Mattis Hætta             | „Sámiid ædnan”                | 16                 | 15                 | Brak rundy półfinałowej     | Brak rundy półfinałowej     |
| 1981 | Finn Kalvik                                 | „Aldri i livet”               | 20                 | 0                  | Brak rundy półfinałowej     | Brak rundy półfinałowej     |
| 1982 | Jahn Teigen i Anita Skorgan                 | „Adieu”                       | 12                 | 40                 | Brak rundy półfinałowej     | Brak rundy półfinałowej     |
| 1983 | Jahn Teigen                                 | „Do Re Mi”                    | 9                  | 53                 | Brak rundy półfinałowej     | Brak rundy półfinałowej     |
| 1984 | Dollie de Luxe                              | „Lenge leve livet”            | 17                 | 29                 | Brak rundy półfinałowej     | Brak rundy półfinałowej     |
| 1985 | Bobbysocks                                  | „La det swinge”               | 1                  | 123                | Brak rundy półfinałowej     | Brak rundy półfinałowej     |
| 1986 | Ketil Stokkan                               | „Romeo”                       | 12                 | 44                 | Brak rundy półfinałowej     | Brak rundy półfinałowej     |
| 1987 | Kate Gulbrandsen                            | „Mitt Liv”                    | 9                  | 65                 | Brak rundy półfinałowej     | Brak rundy półfinałowej     |
| 1988 | Karoline Krüger                             | „For vår jord”                | 5                  | 88                 | Brak rundy półfinałowej     | Brak rundy półfinałowej     |
| 1989 | Britt Synnøve                               | „Venners nærhet”              | 17                 | 30                 | Brak rundy półfinałowej     | Brak rundy półfinałowej     |
| 1990 | Ketil Stokkan                               | „Brandenburger Tor”           | 21                 | 8                  | Brak rundy półfinałowej     | Brak rundy półfinałowej     |
| 1991 | Just 4 Fun                                  | „Mrs. Thompson”               | 17                 | 14                 | Brak rundy półfinałowej     | Brak rundy półfinałowej     |
| 1992 | Merethe Trøan                               | „Visjoner”                    | 18                 | 23                 | Brak rundy półfinałowej     | Brak rundy półfinałowej     |
| 1993 | Silje Vige                                  | „Alle mine tankar”            | 5                  | 120                | Kvalifikacija za Millstreet | Kvalifikacija za Millstreet |
| 1994 | Elisabeth Andreassen i Jan Werner Danielsen | „Duett”                       | 6                  | 76                 | Brak rundy półfinałowej     | Brak rundy półfinałowej     |
| 1995 | Secret Garden                               | „Nocturne”                    | 1                  | 148                | Brak rundy półfinałowej     | Brak rundy półfinałowej     |
| 1996 | Elisabeth Andreassen                        | „I evighet”                   | 2                  | 114                | Organizator                 | Organizator                 |
| 1997 | Tor Endresen                                | „San Francisco”               | 24                 | 0                  | Brak rundy półfinałowej     | Brak rundy półfinałowej     |
| 1998 | Lars Fredriksen                             | „Alltid sommer”               | 8                  | 79                 | Brak rundy półfinałowej     | Brak rundy półfinałowej     |
| 1999 | Stig Van Eijk                               | „Living My Life Without You”  | 14                 | 35                 | Brak rundy półfinałowej     | Brak rundy półfinałowej     |
| 2000 | Charmed                                     | „My Heart Goes Boom”          | 11                 | 57                 | Brak rundy półfinałowej     | Brak rundy półfinałowej     |
| 2001 | Haldor Lægreid                              | „On My Own”                   | 22                 | 3                  | Brak rundy półfinałowej     | Brak rundy półfinałowej     |
| 2002 | Brak reprezentanta                          | Brak reprezentanta            | Brak reprezentanta | Brak reprezentanta | Brak rundy półfinałowej     | Brak rundy półfinałowej     |
| 2003 | Jostein Hasselgård                          | „I’m Not Afraid to Move On”   | 4                  | 123                | Brak rundy półfinałowej     | Brak rundy półfinałowej     |
| 2004 | Knut Anders Sørum                           | „High”                        | 24                 | 3                  | Top 11                      | Top 11                      |
| 2005 | Wig Wam                                     | „In My Dreams”                | 9                  | 125                | 6                           | 164                         |
| 2006 | Christine Guldbrandsen                      | „Alvedansen”                  | 14                 | 36                 | Top 11                      | Top 11                      |
| 2007 | Guri Schanke                                | „Ven a bailar conmigo”        | –                  | –                  | 18                          | 48                          |
| 2008 | Maria                                       | „Hold On Be Strong”           | 5                  | 182                | 4                           | 106                         |
| 2009 | Alexander Rybak                             | „Fairytale”                   | 1                  | 387                | 1                           | 201                         |
| 2010 | Didrik Solli-Tangen                         | „My Heart Is Yours”           | 20                 | 35                 | Organizator                 | Organizator                 |
| 2011 | Stella Mwangi                               | „Haba Haba”                   | –                  | –                  | 17                          | 30                          |
| 2012 | Tooji                                       | „Stay”                        | 26                 | 7                  | 10                          | 45                          |
| 2013 | Margaret Berger                             | „I Feed You My Love”          | 4                  | 191                | 3                           | 120                         |
| 2014 | Carl Espen                                  | „Silent Storm”                | 8                  | 88                 | 6                           | 77                          |
| 2015 | Mørland i Debrah Scarlett                   | „A Monster Like Me”           | 8                  | 102                | 4                           | 123                         |
| 2016 | Agnete                                      | „Icebreaker”                  | –                  | –                  | 13                          | 63                          |
| 2017 | JOWST i Aleksander Walmann                  | „Grab the Moment”             | 10                 | 158                | 5                           | 189                         |
| 2018 | Alexander Rybak                             | „That’s How You Write a Song” | 15                 | 144                | 1                           | 266                         |
| 2019 | KEiiNO                                      | „Spirit in the Sky”           | 6                  | 331                | 7                           | 210                         |
| 2020 | Ulrikke                                     | „Attention”                   | Konkurs odwołany   | Konkurs odwołany   | Konkurs odwołany            | Konkurs odwołany            |
| 2021 | Tix                                         | „Fallen Angel”                | 18                 | 75                 | 10                          | 115                         |
| 2022 | Subwoolfer                                  | „Give That Wolf a Banana”     | 10                 | 182                | 6                           | 177                         |
| 2023 | Alessandra Mele                             | „Queen of Kings”              | 5                  | 268                | 6                           | 102                         |
| 2024 | Gåte                                        | „Ulveham”                     | 25                 | 16                 | 10                          | 43                          |
| 2025 | Kyle Alessandro                             | „Lighter”                     | 18                 | 89                 | 8                           | 82                          |
| 2026 |                                             |                               |                    |                    |                             |                             |

## Historia głosowania w finale (1960–2025)
Poniższe tabele uwzględniają kraje, którym Norwegia przyznaje w finale najwięcej punktów oraz od których otrzymuje najwyższe noty.
| Lp. | Kraj            | Punkty |
| --- | --------------- | ------ |
| 1   | Szwecja         | 452    |
| 2   | Dania           | 221    |
| 3   | Francja         | 202    |
| 4   | Wielka Brytania | 182    |
| 5   | Irlandia        | 174    |

| Lp. | Kraj      | Punkty |
| --- | --------- | ------ |
| 1   | Szwecja   | 271    |
| 2   | Dania     | 209    |
| 3   | Islandia  | 196    |
| 4   | Irlandia  | 180    |
| 5   | Finlandia | 167    |

## Konkursy Piosenki Eurowizji zorganizowane w Norwegii
Konkurs Piosenki Eurowizji odbył się w Norwegii trzy razy: w 1986 (w Grieghallen w Bergen), 1996 (w Oslo Spektrum) i 2010 (w stołecznym Telenor Arena).
| Rok  | Miasto | Miejsce       | Prowadzący                                |
| ---- | ------ | ------------- | ----------------------------------------- |
| 1986 | Bergen | Grieghallen   | Åse Kleveland                             |
| 1996 | Oslo   | Oslo Spektrum | Ingvild Bryn Morten Harket                |
| 2010 | Oslo   | Telenor Arena | Haddy N’Jie Erik Solbakken Nadia Hasnaoui |

## Nagrody im. Marcela Bezençona

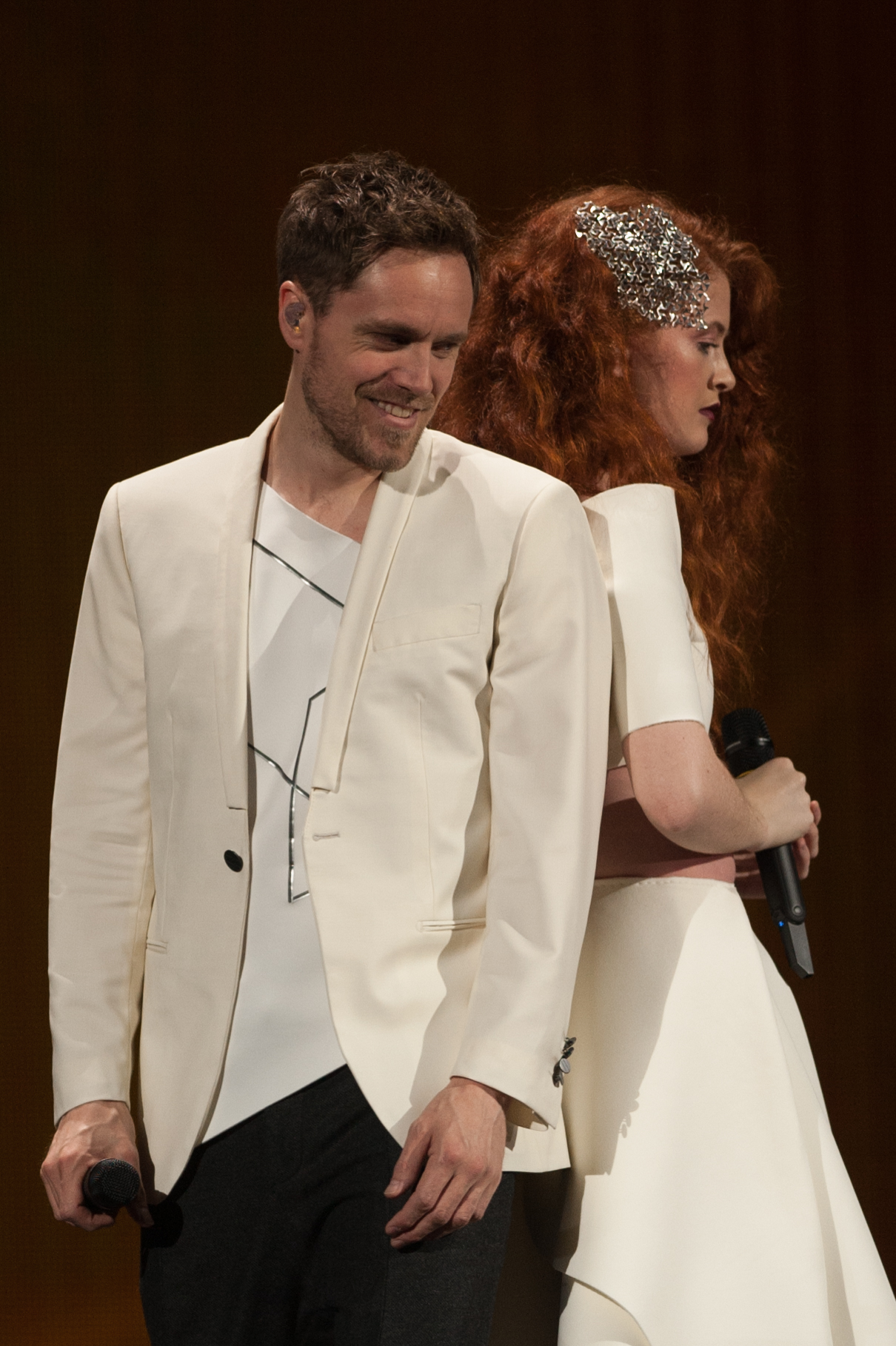
Mørland i Debrah Scarlett podczas 60. Konkursu Piosenki Eurowizji (2015)

Nagroda Dziennikarzy
| Rok  | Piosenka    | Artysta         |
| ---- | ----------- | --------------- |
| 2009 | „Fairytale” | Alexander Rybak |

Nagroda Kompozytorów
| Rok  | Wykonawca                        | Piosenka            | Autor(zy)      |
| ---- | -------------------------------- | ------------------- | -------------- |
| 2015 | Kjetil Mørland i Debrah Scarlett | „A Monster Like Me” | Kjetil Mørland |

## Faworyt OGAE
Międzynarodowe stowarzyszenie fanów Konkursu Piosenki Eurowizji OGAE rokrocznie od 2007 przeprowadza ankietę, w której każdy krajowy klub oraz OGAE Reszta Świata głosuje na wszystkie piosenki zgłoszone do konkursu przy użyciu tzw. systemu eurowizyjnego (1-7, 8, 10 i 12 punktów dla 10 najwyżej ocenionych utworów; klub nie może głosować na propozycję z własnego kraju). W 2009 w plebiscycie zwyciężyła norweska propozycja „Fairytale” Alexandra Rybaka.